# Rodzina planetoidy Westa
Rodzina planetoidy Westa – jedna z rodzin planetoid z pasa głównego, w skład której wchodzą obiekty charakteryzujące się podobnymi parametrami orbit i podobną budową. Większość z nich należy do planetoid typu V.
Wszystkie one krążą po trajektoriach zawierających się w przedziale od 2,26 do 2,48 j.a. od Słońca, ich nachylenie względem ekliptyki mieści się w przedziale od 5 do 8,3º, a mimośrody od 0,03 do 0,16. Największym obiektem z tej grupy jest planetoida (4) Westa o średnicy ok. 525 km, a następne co do jasności obiekty (1929) Kollaa i (2045) Peking, przyjmując to samo albedo, mają średnice poniżej 10 km.
Obecnie znanych jest ok. 240 przedstawicielek tej rodziny. Szacuje się, że ok. 6% masy populacji wszystkich planetoid z pasa głównego wchodzi w skład tej rodziny.